# Alphonse Toussenel

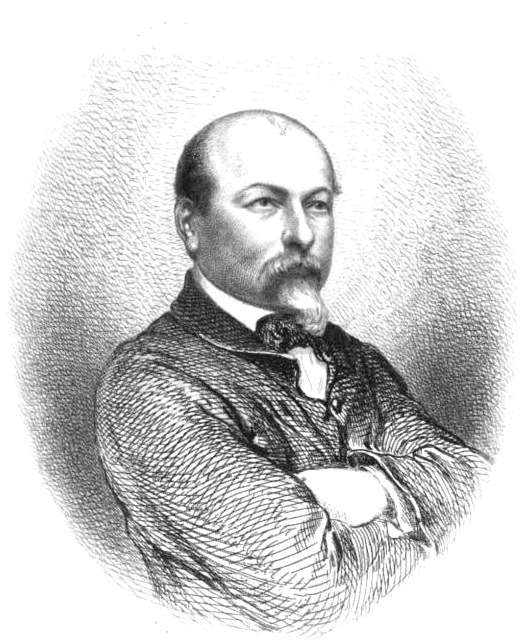

Alphonse Toussenel (* 17. März 1803 in Montreuil-Bellay; † 30. April 1885 in Paris), auch Alphonse de Toussenel geschrieben, war ein französischer sozialistischer und  antisemitischer Schriftsteller und Journalist.

## Leben
Toussenel war Anhänger des Frühsozialisten Charles Fourier. Nach der Februarrevolution 1848 war er Mitglied von Louis Blancs „Commission du Travail“. Später wurde er Chefredakteur der Zeitschrift La Paix. 

## Werk
Toussenel gilt als Begründer des modernen Antisemitismus; er markiert den Übergang vom alten religiösen Antisemitismus zum modernen Rassenantisemitismus. 
Zu seinen bekanntesten Werken zählt das Buch Die Juden, Könige der Epoche: Eine Geschichte des Finanzfeudalismus, das im Jahre 1846 erschien. Es gilt als „Schlüsselwerk des linken Antisemitismus“. Gleich in der Einleitung wirft er den Juden vor, unproduktive Parasiten zu sein, die von der Substanz und der Arbeit anderer leben würden. Toussenel kritisiert insbesondere die finanziellen Bedingungen, zu denen James de Rothschild als Vertreter der Rothschildfamilie die Bahnlinie von Paris nach Belgien erwerben konnte. Toussenel verbindet seine Kritik mit einem Argument gegen das Judentum der Rothschildfamilie. Er behauptet unter anderem, Frankreich sei mit dieser Transaktion an die Juden verkauft worden und die französischen Eisenbahnlinien ständen direkt oder indirekt unter der Kontrolle von „Baron Rothschild, der König der Finanzwelt, ein Jude, der von einem sehr christlichen König zum Baron gemacht wurde“. Der Antikapitalist Toussenel attackierte die Juden und speziell die Rotschilds aber nicht nur pars pro toto für alle kapitalistischen Ausbeuter und Profitmacher. Vielmehr wendet er das Wort Jude auch auf „Herumtreiber jeder Art“, auf Ausländer, Kosmopoliten, Protestanten und Saint-Simonisten an.
Kurz nach Toussenels Tod erschien 1886 eine Neuauflage, mit der die Herausgeber an den Erfolg des antisemitischen Bestsellers La France Juive von Édouard Drumont anknüpfen wollten. Toussenels vielfach übersetzte Schrift war eine der ersten, die vor einer geplanten „jüdischen Weltherrschaft“ warnte: Die einst unterdrückte, nun aber privilegierte Minderheit werde die christliche Welt unterwerfen und drohe Rache an den früheren Verfolgern zu nehmen. Der Gedanke wurde später dann durch die Protokolle der Weisen von Zion weiter propagiert.
1849 veröffentlichte er einen Aufruf an die Pariser Arbeiter, in der er sie dazu aufrief, sich von der „jüdischen Despotie“ zu befreien. Den Juden wird darin vorgeworfen, Satan anzubeten, der mit dem zürnenden Gott des Alten Testaments gleichgesetzt wird. Ihm stellt Toussenel den liebenden Gott der Evangelien dichotomisch gegenüber.
Außerdem trat Toussenel als Verfasser von Tierbüchern hervor, in denen er die Tiere als Spiegel menschlicher Leidenschaften auftreten ließ.

## Werke
- Les Juifs, rois de l’époque: histoire de la féodalité financière (1846)
- L’Esprit des bêtes. Vénerie française et zoologie passionnelle (1847)
- Travail et fainéantise, programme démocratique (1849)